# West Maui Mountains
Die West Maui Mountains, der West Maui Vulkan oder Mauna Kahālāwai, sind ein etwa 1,6–2 Millionen Jahre altes Gebirge auf Hawaii und entstammt einem stark erodierten Schildvulkan, der die westliche Hälfte von Maui bildet. Seit seinem letzten Ausbruch vor etwa 320.000 Jahren haben die West Maui Mountains eine starke Erosion durch Flüsse erfahren, die für die heute stark zerklüftete und tief eingeschnittene Struktur des Gebirges verantwortlich sind. Der Gipfel auf 1764 m heißt Puʻu Kukui, was übersetzt soviel bedeutet wie "Kerzenhügel".
Die West Maui Mountains entstanden durch den älteren der beiden Vulkane auf Maui. Der größere und jüngere East Maui Volcano (Haleakalā, 3055 m) bildet die östliche Hälfte Mauis. Maui ist damit eine vulkanische Doppelinsel, die aus den überlappenden Lavaströmen der beiden Schildvulkanen entstanden ist. Erosion führte schließlich zur Ausbildung einer schmalen Landenge (den Maui Isthmus), welche die West Maui Mountains mit dem Haleakalā verbunden hat und eine Besiedlung durch den Menschen erst ermöglicht hat. So befinden sich heute der internationale Flughafen Kahului sowie die größten Städte Mauis östlich am Fuße der West Maui Mountains (Kahului, Wailuku), westlich am Fuße der West Maui Mountains befinden sich die bedeutenden Fremdenverkehrsorte Lāhainā und Kāʻanapali.

## Geologie
Die West Maui Mountains, die aus dem erloschenen West Maui Vulkan hervorgingen, wurden in zumindest drei Hauptphasen vulkanischer Aktivität gebildet. Die initiale Schildbildungsphase (Wailuku Basalt) setzte vor ca. 1,6 bis 2 Millionen Jahren ein; eine weitere erfolgte vor 1,2–1,5 Millionen Jahren (Honolua Vulkanit). Die jüngste Phase vulkanischer Aktivität (Lahaina Vulkanit; ca. 320.000 Jahre) wird nur durch eine Handvoll Schlote und Ströme repräsentiert, die sich hauptsächlich in der Nähe der Stadt Lāhainā befinden. Andere Publikationen nannten ein Alter von zumindest 25.000 Jahren als Zeitpunkt der letzten vulkanischen Aktivität. Zahlreiche Kegel, Dome, Schlote, Ströme und pyroklastische Ablagerungen kennzeichnen das Nachschildstadium. Die Tiefenerosion hat in den West Maui Mountains fast 4900 Meter der vulkanischen Stratigraphie freigelegt.

## West Maui Forest Reserve
Das Natural Area Reserves System (NARS) ist eine Initiative des Bundesstaats Hawaii, bestimmte Land- und Wassergebiete, in denen Gemeinschaften der natürlichen Flora und Fauna leben, möglichst unverändert auf Dauer zu erhalten. Die West Maui Mountains beinhalten mit der West Maui Forest Reserve ein solches Schutzgebiet, das erstmals am 21. August 1908 durch eine Proklamation des Gouverneurs ausgewiesen wurde. Es umfasst derzeit etwa 46 km². Es ist in vier geographisch nicht zusammenhängenden Sektionen innerhalb der West Maui Mountains unterteilt (Honokowai, Kahakuloa, Panaewa und Lihau). Diese fungieren als Schutzgebiet für Wassereinzugsgebiete, Moore, Feuchtwälder sowie von Gras- und Buschland, die seltene endemische Spezies wie die Ohiabäume oder die vom Aussterben bedrohte Kreuzdortgewächstart Gouania hillebrandii aufweisen.